# Ultra Music Festival
Ultra Music Festival (UMF) es un festival anual de música electrónica, fundado en 1999 por Russell Faibisch y Alex Omes. El festival  tiene lugar en marzo en la ciudad de Miami, Florida. El primer evento del festival coincidió con el Winter Music Conference en el año 1999, que también se llevó a cabo en Miami. El festival tuvo lugar entre 1999 y 2000 en South Beach (Miami Beach), entre 2001 y 2005 en Bayfront Park (Downtown Miami), entre 2006 y 2011 en el Bicentennial Park (Downtown Miami), entre 2012 y 2018 se realizó de nuevo en Bayfront Park y en 2019 tuvo lugar en Virgina Key Beach Park, lo que generó descontento entre los asistentes por la lejanía de la zona respecto a la ciudad. Debido a la pandemia provocada por el virus COVID-19, el festival se suspendió los años 2020 y 2021, siendo reanudado en 2022 en Bayfront Park.
Aunque comparten los mismos nombres, UMF no está directamente ligada a Ultra Records, un sello discográfico de música electrónica. Sin embargo, las dos entidades anunciaron una "alianza mundial" en agosto de 2012, que les permite colaborar en la comercialización y la promoción cruzada.
Ultra lleva a cabo también sus festivales en Santiago de Chile, Sudáfrica, Seúl, Singapur, Split, Shanghái, Bali, Lima, Tokio, Asunción, Buenos Aires, Río de Janeiro, Ciudad de México y España.

## Historia

### South Beach
Ultra Music Festival es un festival fundado en 1999 por los socios de negocio Russell Faibisch y Alex Omes. Faibisch había asistido al Devotional Tour de la banda de música electrónica, Depeche Mode en el Miami Arena en 1993. El festival adquirió su nombre en honor al álbum de 1997 de Depeche Mode, Ultra. El primer festival se llevó a cabo como un evento de un día, el 13 de marzo de 1999, coincidiendo con el final de la Winter Music Conference. Los artistas que inauguraron el festival de 1999 incluyeron a Paul van Dyk, Rabbit in the Moon, Josh Wink y DJ Baby Anne. El evento se llevó a cabo en el Collins Park, de South Beach en Miami, Florida, y fue un éxito total, con un estimado de diez mil asistentes al concierto. Sin embargo, Faibisch y Omes percibieron una pérdida financiera entre $10.000 a $20.000 durante el año inaugural del festival.

### Crecimiento

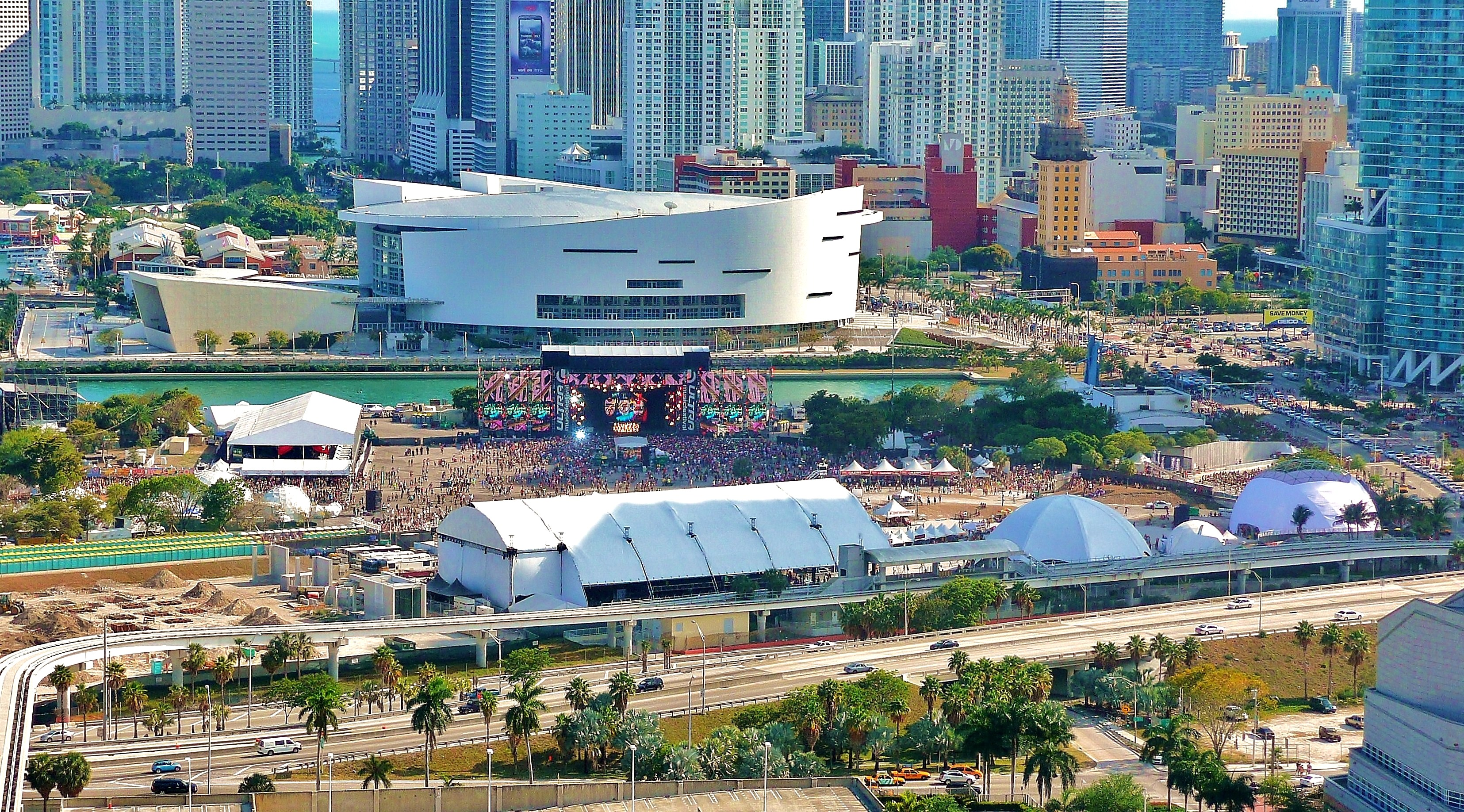
La edición del Ultra Music Festival de 2011 se realizó en el Bicentennial Park, en Downtown Miami.

Debido al aumento masivo de la asistencia entre 1999 y 2000, los organizadores del festival decidieron trasladarse a Bayfront Park en el centro de Miami para el tercer evento anual en el que participaron grandes artistas del EDM, con las actuaciones de Robin Fox, Tiësto, Paul van Dyk, Paul Oakenfold, Sander Kleinenberg, Photek, Josh Wink, DJ Craze, EC Twins, P.A.W.N. LASERS y Rabbit in the Moon. Con la asistencia del séptimo evento anual del UMF en 2005 que rompió récords, el festival fue de nuevo reubicado a un lugar (por área) más pequeño que fue el Bicentennial Park para el evento de 2006. En el 2007 junto al Winter Music Conference a todo esplendor, UMF llevó a cabo un evento de 2 días en el Bicentennial Park, rompiendo un récord de 50,000 personas. UMF celebró su décimo aniversario el 28 y 29 de marzo de 2008, con las actuaciones de Tiësto, Underworld, Justice, Paul van Dyk, Carl Cox, Armin van Buuren, MSTRKRFT, deadmau5, , Eric Prydz, Ferry Corsten, Calvin Harris, Moby, The Crystal Method, Boys Noize, Benny Benassi, Armand van Helden, Duck Sauce, David Guetta, Jes, Enur, Pete Tong, Jackal & Hyde, Annie Mac, DJ MYREN, de Iran, y Rabbit in the Moon. Con una asistencia estimada de 70,000 personas, el festival impuso un nuevo récord en la ciudad de Miami por número de tickets vendidos en un solo evento. El 11° evento anual ocurrió el 27 y 28 de marzo de 2009; el line-up incluyó más actos diferentes y bandas en vivo, que incluyen a The Black Eyed Peas, The Prodigy, The Ting Tings, Santigold, Crystal Castles, Perry Farrell y The Whip. El 12° evento anual fue el 26 y 27 de marzo de 2010. El festival agotó sus entradas por primera vez con más de 100,000 asistentes, donde se anunció que el 13.º evento anual tomaría lugar durante tres días en marzo del 2011.[cita requerida]

### 2012
La edición de 2012 se celebró del 23 al 25 de marzo. Debido a la construcción de 2 museos en el Biccentenial Park de Miami, el evento se llevó a cabo una vez más en el Bayfront Park por primera vez desde 2005.
Los boletos de preventa para el UMF 2012 se agotaron en 20 minutos (según el UMF en su página de Facebook). Poco después, abrieron más con un incremento de precio de $149 dólares a $229 dólares. Este fue el segundo año en el que los boletos para días individuales no estaban a la venta. Una presentación especial de Madonna el día después del lanzamiento internacional de su duodécimo álbum de estudio MDNA se celebró en el segundo día del festival, de ahí que los boletos para el 14° aniversario del festival rápidamente subieron de $229 a $300 dólares tan solo una semana después de haber salido a la venta.

### 2013
La edición 2013 del festival se llevó a cabo durante dos fines de semana: del 15 al 17, y del 22 al 24 de marzo, en honor de su decimoquinto aniversario. Estos dos fines de semana coincidieron con el comienzo y el final del Winter Music Conference y el Miami Music Week. La primera fase del festival fue revelada oficialmente en enero de 2013, confirmando las apariciones de David Guetta, Deadmau5, Tiësto y Pretty Lights en ambos fines de semana. La edición de 2013 fue clausurada por Swedish House Mafia, siendo el cierre del segundo fin de semana y su última aparición en los escenarios como parte de su última gira One Last Tour.

### 2014

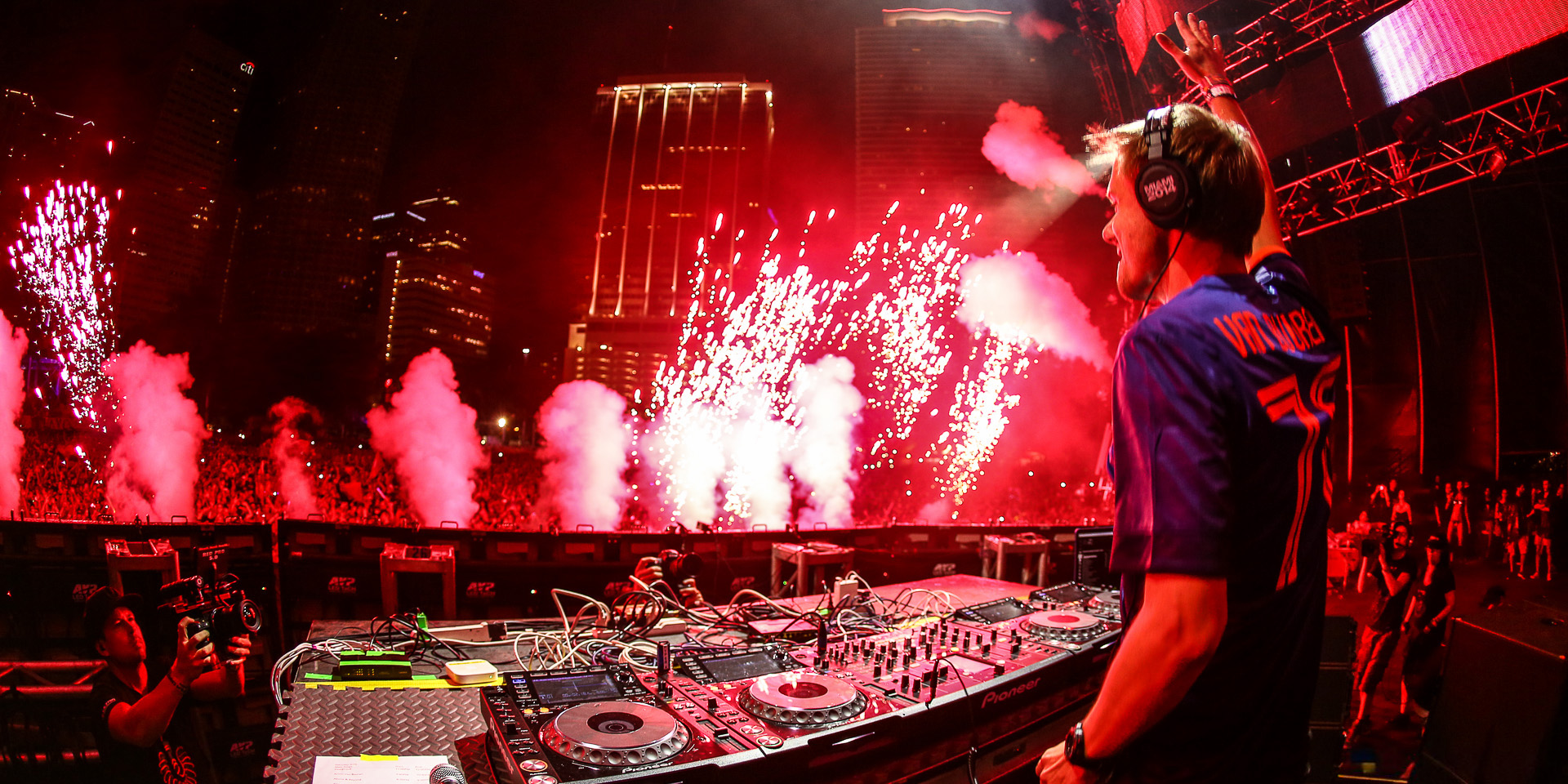
Armin van Buuren en la edición del Ultra de 2014.

Para 2014, el festival volvió reducido a un solo fin de semana, del 28 hasta el 30 de marzo. La primera fase fue revelada en diciembre de 2013, confirmando las apariencias de Armin van Buuren, Afrojack, Carl Cox, David Guetta, Hardwell, Fedde Le Grand, Krewella, Martin Garrix, Nicky Romero, Tiësto, Zedd y New World Punx (Markus Schulz and Ferry Corsten). La presentación de Avicii fue reemplazada por Deadmau5 como el acto final en el escenario principal para el sábado, debido a su regreso a Suecia para una cirugía de vesícula biliar. Las actuaciones notables fueron hechas por Eric Prydz con el estreno de su nuevo show en vivo "Holo" y el debut de Diplo y Skrillex como el dúo Jack Ü. La actuación de Above & Beyond fue interrumpida por una tormenta, lo que requiere que ellos y su equipo se muevan detrás del escenario y de espaldas a la audiencia. Deadmau5, hizo su aparición en el festival "trolleando" a la audiencia durante su set con un remix de la canción de Martin Garrix "Animals" titulado Funnymals ajustada a la canción infantil "Old MacDonald Had a Farm".
En la apertura del día viernes, a una guardia de seguridad se le diagnosticó una hemorragia cerebral, quedando en un estado "muy crítico", después de haber sido pisoteada por una multitud de personas que se coló en el recinto rompiendo una cerca de alambre. El alcalde de Miami Tomás Pedro Regalado, condenó a los organizadores del Ultra por ser "irresponsables" al no aumentar la cantidad de presencia policial en la zona afectada, según lo solicitado por los inspectores.

### 2015

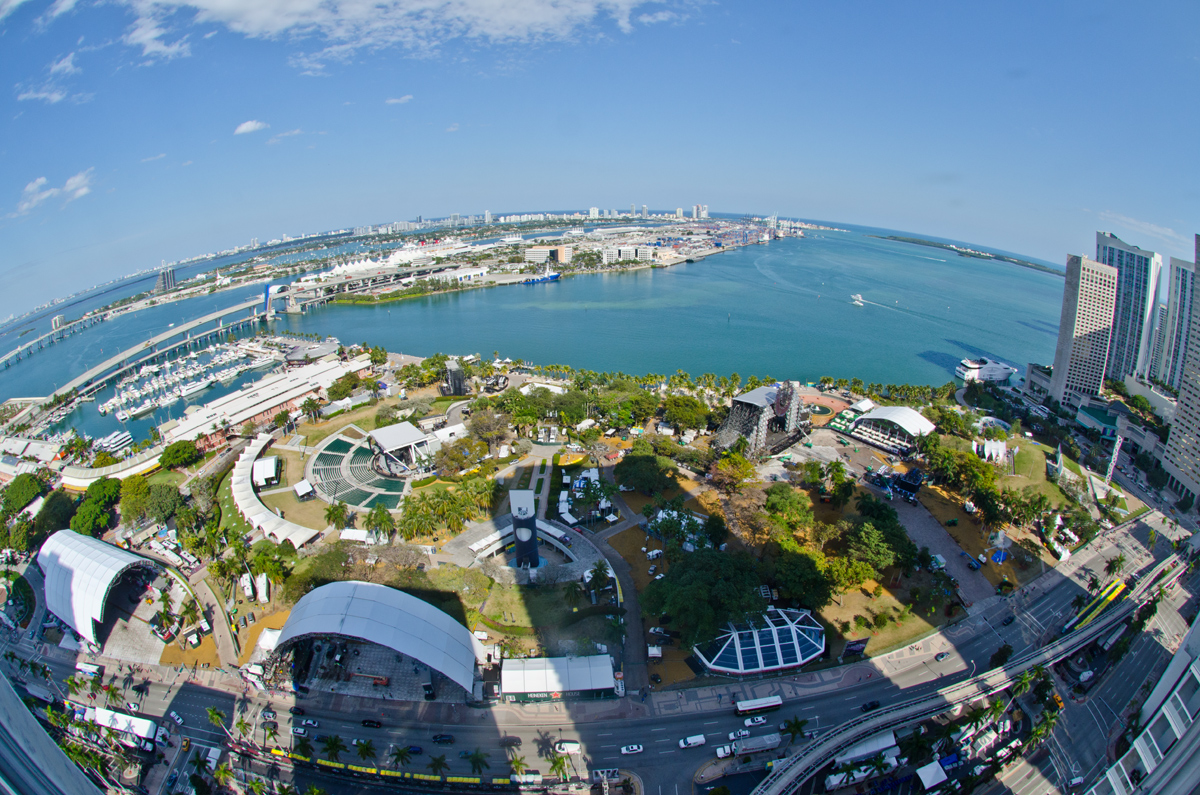
Vista panorámica del Bayfront Park, lugar donde se celebra el festival.

A pesar de la incertidumbre sobre si el festival todavía se celebraría en Miami después del incidente pisoteo, los organizadores anunciaron que la edición de 2015 se celebraría del 27 al 29 de marzo. Los organizadores también anunciaron planes para una revisión exhaustiva de las medidas de seguridad del festival con la participación del Departamento de Policía de Miami, que evaluó cómo se podía mejorar la seguridad para "evitar que otro incidente criminal de esta naturaleza vuelvan a ocurrir." También se hizo hincapié en que el festival de 2014 tenía medidas de seguridad más fuertes que en años anteriores, contando con entidades policiales más grandes y presencia encubierta, y la colaboración del Bayfront Park Management Trust, y el Departamento de Gestión de Riesgos de la Ciudad.
En una reunión el 24 de abril de 2014, los comisionados de Miami votaron 4 a 1 en contra de la prohibición de la fiesta, lo que permitió al festival permanecer en el centro de Miami para 2015. El comisionado Marc Sarnoff, voto a favor de prohibir el Ultra, presentando imágenes del lascivo comportamiento de los asistentes en ediciones anteriores, y sostuvieron que el caso afectaba a la calidad de vida de los residentes del centro, ya que estaban siendo acosados por los visitantes. Los comisionados restantes apoyaron la presencia de la fiesta debido a la exposición y los efectos económicos positivos que trae a Miami. Sin embargo, la aprobación se hizo con la condición de que los organizadores prestaran su colaboración para promover la seguridad y hacer frente al uso de drogas y al comportamiento lascivo por los asistentes. El 2 de septiembre de 2014, se anunció que a partir de 2015, Ultra ya no admitiría a menores de edad; el jefe de seguridad Raymond Martínez explicó que esta decisión se tomó principalmente para promover la seguridad de los asistentes en general.

### 2016
La edición de 2016 del Ultra, se produjo el 18, 19 y 20 de marzo. La primera fase fue anunciada el 16 de diciembre de 2015, también se reveló que el festival contara con las reuniones de Pendulum y Rabbit in the Moon junto a otros Djs de talla como Eric Prydz y The Prodigy. La segunda fase se anunció el 17 de febrero de 2016, que incluyó a Afrojack, Armin van Buuren, Avicii, Carl Cox, Dash Berlin, David Guetta, Deadmau5, Hardwell, Kaskade, Martin Garrix, DJ Snake, Steve Angello, Tiësto, Zedd, marshmello  entre otros.

### 2018
La edición 2018 del Ultra fue a su vez su aniversario número 20 el cual contó con nuevas cosas como las nuevas entradas holográficas, el cual a su vez, tuvo  un gran cierre ya que luego de 5 años de ausencia en los escenarios regresó el grupo sueco Swedish House Mafia conformado por Axwell, Sebastian Ingrosso y Steve Angello; dando uno de los mejores sets en varios años. Nadie esperaba el regreso de este grupo ya que en el 2013 se separaron justo en el Ultra Music Festival. El DJ holandés Martin Garrix no estuvo en el Ultra 2018.

### 2019
La edición de 2019 se llevó a cabo del 29 al 31 de marzo de 2019. El 27 de septiembre de 2018, los comisionados de Miami votaron por unanimidad en contra de permitir que el festival se realizara en Bayfront Park, citando quejas de ruido y otras preocupaciones entre los residentes del centro.
En noviembre de 2018, los organizadores del festival propusieron trasladar Ultra a la isla barrera de Virginia Key, utilizando el Virginia Key Beach Park y las áreas cercanas al Miami Marine Stadium como lugares. Se puede acceder a Virginia Key desde Miami continental a través de la Calzada Rickenbacker, que también proporciona acceso a la isla y la comunidad de Key Biscayne a través de Virginia Key. La propuesta se encontró con la resistencia de los funcionarios en Key Biscayne, citando la posibilidad de problemas de seguridad, ruido y ambientales, así como un mayor tráfico en la Calzada Rickenbacker.
Antes de una reunión y votación sobre el asunto, el pueblo comenzó a hacer campaña contra el festival. Publicó un video en Facebook narrado por el alcalde Michael Davey, advirtiendo que albergar Ultra resultaría en "destrucción ambiental, ruido y un aumento de la violencia relacionada con el alcohol y las drogas". El video presentaba imágenes de ediciones anteriores del festival y fotos de archivo. Los organizadores descartaron el video como despectivo y "potencialmente criminalizando" a sus asistentes, y declararon que estarían interesados en un "diálogo abierto y de buena fe" con la comunidad. El 15 de noviembre de 2018, los comisionados de Miami votaron con éxito a favor de permitir que Ultra se lleve a cabo en Virginia Key.
Se presentaron preocupaciones sobre los efectos del festival en la vida silvestre local; la isla cuenta con una serie de áreas de vida silvestre sensibles y alberga varias especies en peligro de extinción, y la Escuela de Ciencias Marinas y Atmosféricas de Rosenstiel mostró preocupación porque la música fuerte producida por el evento podría alterar los hábitats marinos y, a su vez, los proyectos de investigación que está llevando a cabo la escuela . Los organizadores declararon que esperaban colocar más escenarios en los estacionamientos que rodean el Miami Marine Stadium que en la playa. Ultra planeó emplear estrategias ambientales como no usar confeti, prohibir vasos y pajitas de plástico de un solo uso (que requieren que los vendedores usen papel o vasos y envases compostables), usando "alternativas pirotécnicas de proximidad" a los fuegos artificiales tradicionales para reducir la contaminación y los escombros, aumentando el número de estaciones de agua y desanimando a los asistentes a dejar basura.
Un festival techno competitivo conocido como Rapture se había celebrado en Virginia Key Beach el mismo fin de semana que Ultra desde 2017. En febrero de 2019, los organizadores de Rapture intentaron demandar a Ultra y a la ciudad de Miami por motivos antimonopolio, alegando que ya habían reservado el sitio para dos de las mismas fechas que Ultra. La demanda fue desestimada por un juez, quien argumentó que tanto Rapture como Ultra habían presentado solicitudes, pero que solo Ultra fue realmente aceptado. Rapture presentó una queja revisada, pero la demanda fue rechazada una vez más, y el juez dictaminó que las afirmaciones de Rapture de violaciones de la Ley Antimonopolio Sherman eran "infundadas". Al mes siguiente, Miami fue demandada nuevamente por la Brickell Homeowners Association, quien alegó que la ciudad violó su carta al tergiversar su acuerdo con el festival como una "licencia" pero que parece ser un contrato de arrendamiento, que requiere licitación competitiva según la ley de Florida. El juez Rodolfo Ruiz negó una moción solicitando una orden de emergencia.
La fase 1 de la alineación se dio a conocer el 20 de diciembre de 2018, presentando actos como Carl Cox, The Chainsmokers, Deadmau5 (incluido un set que presentó el estreno de su nueva configuración de escenario "Cube 3.0" y un set de techno como piloto de pruebas), Marshmello, Martin Garrix y otros. Un anuncio del 17 de enero de 2019 detalló la programación de tres etapas de la "Isla de la Resistencia", incluida la megaestructura tradicional, y dos etapas adicionales (incluida "Llegada", una configuración del campo de juegos del campamento de sonido Burning Man respaldado por Carl Cox). la alineación se lanzó el 12 de marzo de 2019.
Las preocupaciones sobre el transporte se dieron cuenta la primera noche del festival: cuando se acercaba a su cierre a las 2:00 a. m., la afluencia de los asistentes que salían resultó en filas desordenadas para los traslados de regreso al continente. Los asistentes informaron que los miembros del personal tampoco ayudaron a guiarlos hacia los puntos de recogida correctos, mientras que muchos optaron por caminar alrededor de 2.5 millas (4.0 km) por el puente William Powell de la calzada (más el tiempo de viaje adicional necesario para regresar a su punto de partida). hoteles o centros de transporte que esperan el servicio de taxi o transporte compartido, ya que no se les permitió realizar recogidas directamente en la isla). Esto, a su vez, llevó a los transbordadores a suspender eventualmente las operaciones debido a la afluencia de tráfico peatonal en la calzada.
Los asistentes acudieron a las redes sociales para documentar sus experiencias, utilizando hashtags como "#ISurvived" y "# FyreFestival2". A la mañana siguiente, los organizadores de Ultra se disculparon por los problemas, afirmando que habían estado trabajando con la ciudad para abordar las deficiencias en sus planes de tránsito (incluida una señalización más clara y un carril de autobús dedicado en el puente), y que mantendría concesiones, vendedores y programación adicional abierta después de las 2:00 a. m. (incluidas las actuaciones "secretas") para el resto del festival. Si bien aún se informaron las líneas, se consideró que la situación de tránsito había mejorado en las noches posteriores. En un incidente no relacionado, una palmera a lo largo de la calzada se incendió la primera noche del festival; Los organizadores declararon que reducirían el uso de pirotecnia como medida de seguridad.

### De Regreso al parque Bayfront
Un residente de Key Biscayne describió el área como un "pueblo fantasma" el fin de semana de Ultra, y sus residentes se fueron o se quedaron en casa para evitar el festival. El alcalde Michael Davey declaró que Ultra "hizo lo mejor que pudo, pero no es el lugar correcto". El alcalde de Miami, Carlos A. Giménez, admitió que Virginia Key puede no haber sido la mejor ubicación para el evento, debido a la falta de opciones de transporte y la gran cantidad de asistentes. A pesar de la medida con la intención de reducir la interrupción para ellos, los residentes del centro de la ciudad aun informaron de un ruido excesivo, vibraciones y luces provenientes del sitio.
Después del festival, Ultra retiró su contrato con Virginia Key, al considerar que el evento "simplemente no era lo suficientemente bueno" en su nueva ubicación, y afirmó que planeaba mudarse a una nueva ubicación en el sur de Florida para 2020 (con la posibilidad de que se lleva a cabo fuera de Miami propiamente dicho). El 19 de mayo de 2019, la Comisión de la Ciudad de Miami propuso una resolución para permitir que Ultra regrese al Bayfront Park, citando su impacto cultural y económico en la ciudad.
Los términos requerían un pago mínimo de $ 2 millones al año, otorgado a la ciudad ingresos por recargos de boletos si exceden los $ 2 millones (este mínimo comenzará a aumentar anualmente en el tercer año de la licencia), incluidas restricciones sobre cuánto tiempo Ultra podría ocupar y restringir el acceso al Bayfront Park (hasta un mes, con el parque cerrado solo durante 14 días), y la capacidad limitada del sitio del evento a 55,000. Después de recibir un aplazamiento en la reunión de la comisión del 27 de junio de 2019, el tema regresó a la agenda de la reunión el 25 de julio de 2019 con estipulaciones adicionales, incluidos límites de volumen, eliminación de la etapa Biscayne Boulevard orientada al oeste (la etapa Oasis en 2018), y más aclaraciones sobre las fechas de cierre del parque y las restricciones.
La resolución recibió un intenso debate de ambas partes, pero la Comisión finalmente votó 3-2 a favor. El 1 de agosto de 2019, Ultra anunció oficialmente que la edición de 2020 estaba programada tentativamente para el 20 y 22 de marzo de 2020 en Bayfront Park, con la venta de entradas a partir del 6 de agosto de 2019. El 16 de enero de 2020, la Alianza de Vecinos del Centro presentó una demanda en Un intento de bloquear el contrato. El nuevo contrato entre Ultra y la ciudad de Miami se firmó el 26 de enero de 2020.

### 2020
El 4 de marzo de 2020, el alcalde Francis Suárez y el comisionado Joe Carollo pidieron que se cancele Ultra debido a las preocupaciones relacionadas con el brote de enfermedad por coronavirus, debido a la naturaleza del evento de ser una reunión a gran escala que atrae a visitantes extranjeros. Se declaró una emergencia de salud pública en Florida después de que se confirmaron dos casos en Condado de Manatee y Condado de Hillsborough. Suárez advirtió que la ciudad tenía el poder de cancelar el festival bajo su contrato. Más tarde en el día, el comisionado Manolo Reyes le dijo al "Miami Herald" que después de una reunión entre los organizadores y los funcionarios locales, Ultra y la ciudad acordaron cancelar la edición 2020, con detalles oficiales que se anunciarán el 6 de marzo. Ultra ya había anunciado la cancelación de un evento  Road to Ultra  en Abu Dhabi ese fin de semana en circunstancias similares.

### 2021
El 21 de enero de 2021, Billboard informó de que Ultra 2021 probablemente se cancelaría debido a la pandemia COVID-19. Se obtuvo una carta de un abogado en la que se afirmaba que Ultra "anticipa[ba] que la ciudad volverá a invocar la cláusula de fuerza mayor", y se solicitaba la aprobación de la ciudad de Miami para trasladar el evento al 25-27 de marzo de 2022. Un mes más tarde, el 21 de febrero, se confirmó la cancelación.

### 2022
Tras el traslado a Virginia Key en 2019 y las cancelaciones por la pandemia de COVID-19 en 2020 y 2021, Ultra Music Festival regresó a la ubicación de Bayfront Park para la edición de 2022, los días 25, 26 y 27 de marzo de 2022. El 26 de octubre de 2021 se dio a conocer el cartel de la Fase 1 del festival, que incluye Kygo, Martin Garrix, Nina Kraviz, y Gareth Emery entre otros. La fase 2 del cartel se reveló el 17 de noviembre, añadiendo a Afrojack (ft. MC Ambush), Armin van Buuren, Tiesto y otros, y el cartel definitivo se revelará el 1 de febrero de 2022. Hardwell actuó como acto de clausura del festival tras ser anunciado como invitado "exclusivo" "presentando una actuación muy esperada de uno de los artistas más icónicos de la historia de la música electrónica".

## Ultra Sudáfrica

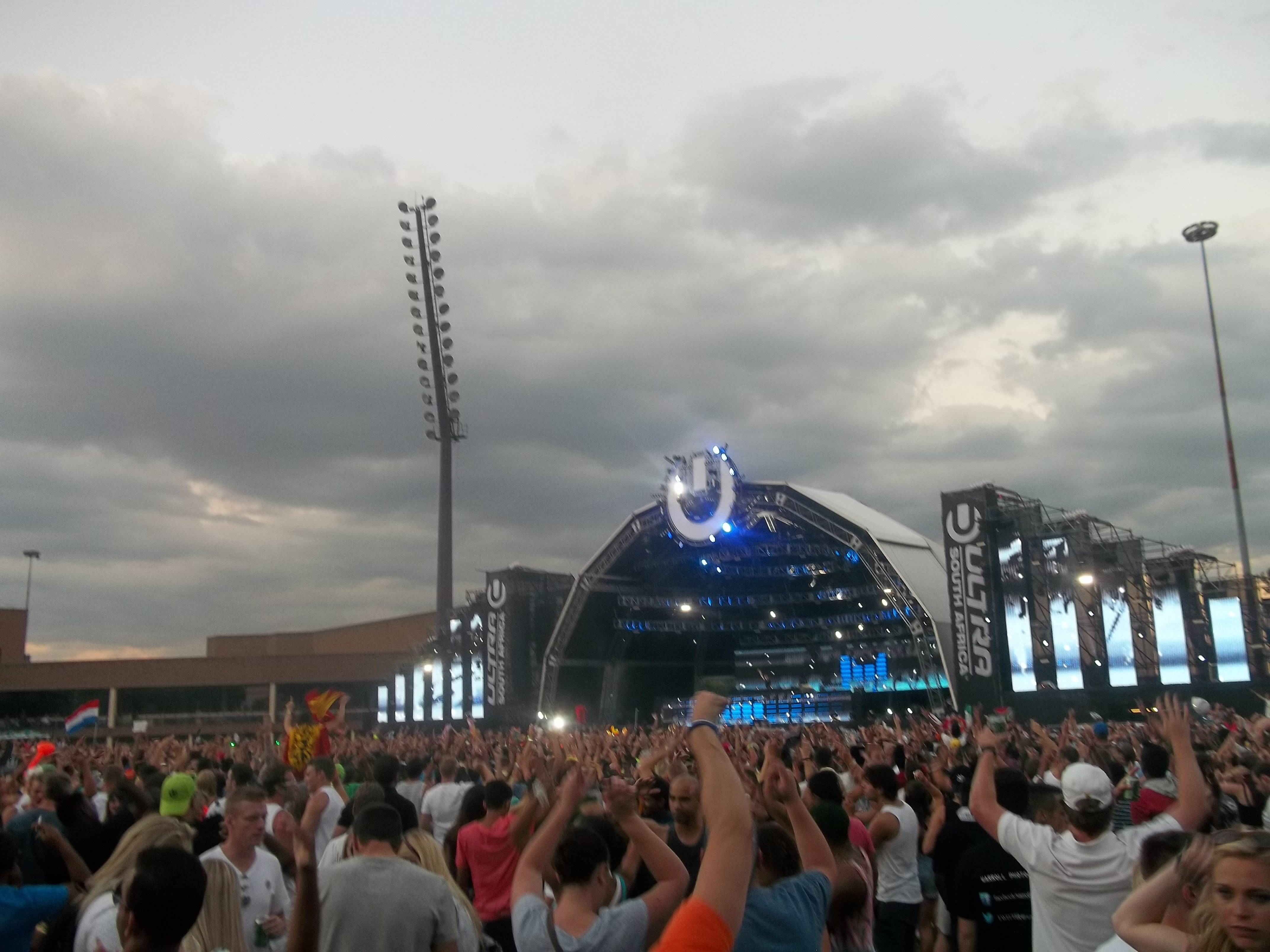
UMF en Sudáfrica, Johannesburgo, el 15 de febrero de 2014.

En 2014, UMF hizo su debut en el continente africano con un evento inaugural de 2 días en Ciudad del Cabo y Johannesburgo el 14 y 15 de febrero respectivamente. Una entrada en el mercado emergente de la música de baile de Sudáfrica había sido anticipada por algún tiempo, pero no fue hasta el 29 de octubre de 2013, cuando se pusieron los rumores a descansar con el anuncio. El espectáculo en Ciudad del Cabo tuvo lugar en Ostrich Ranch, mientras que el programa de Johannesburgo tuvo lugar en el Nasrec Expo Centre. Tiësto encabezó el festival, junto con Afrojack, Alesso, Nicky Romero, Krewella y W&W, y artistas locales como la banda Goldfish, Micasa Music y Black Cofee. 
En 2016, UMF vuelve a Sudáfrica con un evento de 2 días en Johannesburgo del 26 al 27 de febrero y un evento de 2 días en Ciudad del Cabo del 27 al 28 de febrero. Skrillex y Zedd encabezaron el festival, mientras que también se introdujo el Resistance stage.

## Transporte y Hoteles
Ultra atrae a visitantes de todo el mundo. La mayoría de los visitantes se quedan en los hoteles de Downtown Miami o Brickell. Este es por lejos la opción más conveniente para asistir a Ultra. Otros barrios populares incluyen a Omni y Edgewater, ambos a poca distancia del Ultra. Algunos visitantes reciben alojamientos de hotel en South Beach. Sin embargo, llegar a la playa del sur de Ultra en el centro de Miami puede ser problemático debido al tráfico, la congestión y costosas opciones de transporte, por lo que es una opción menos popular. Las rutas de Metrobús S, C y 120, conectan directamente a Ultra y South Beach. La mayoría de los visitantes toman el Metro de Miami o el Metrobús, y la estación más cercana al Ultra es Government Center. Además, el Metromover proporciona el transporte a lo largo del Centro de Miami y Brickell. Los servicios de trenes y bus se extiende hasta la 1 a. m.

## Asistencia
| Año         | Asistencia | Ubicación                     |
| ----------- | ---------- | ----------------------------- |
| 1999 - 2000 | 10.000     | South Beach, Miami Beach      |
| 2001 - 2004 | —          | Bayfront Park, Downtown Miami |
| 2005        | 45.000     | Bayfront Park, Downtown Miami |
| 2006        | 30.385     | Museum Park, Downtown Miami   |
| 2007        | 50.000     | Museum Park, Downtown Miami   |
| 2008        | 70.000     | Museum Park, Downtown Miami   |
| 2009        | 110.000    | Museum Park, Downtown Miami   |
| 2010        | 100.000    | Museum Park, Downtown Miami   |
| 2011        | 450.000    | Museum Park, Downtown Miami   |
| 2012        | 165.000    | Bayfront Park, Downtown Miami |
| 2013        | 330.000    | Bayfront Park, Downtown Miami |
| 2014        | 165.000    | Bayfront Park, Downtown Miami |
| 2015        | 165.000    | Bayfront Park, Downtown Miami |
| 2016        | 170.000    | Bayfront Park, Downtown Miami |
| 2017        | 170.000    | Bayfront Park, Downtown Miami |
| 2018        | 165.000    | Bayfront Park, Downtown Miami |
| 2019        | 170.000    | Virginia Key, Miami           |
| 2020        | Suspendido | Bayfront Park, Downtown Miami |
| 2021        | Suspendido | Bayfront Park, Downtown Miami |
| 2022        | 165.000    | Bayfront Park, Downtown Miami |
| 2023        | 165.000    | Bayfront Park, Downtown Miami |
| 2024        | 165.000    | Bayfront Park, Downtown Miami |